# Щитень летний
Щитень летний, или обыкновенный, или ракообразный (лат. Triops cancriformis) — вид щитней, населяющий Европу, Средний Восток и Индию.
Из-за разрушения среды обитания многие популяции по всему европейскому ареалу в последнее время вымерли, поэтому вид считается находящимся под угрозой исчезновения в Великобритании и некоторых других европейских странах. В неволе они обычно вырастают до 6 сантиметров; в природе могут достигать размеров 11 см.
Щитень летний часто считался «живым ископаемым» и даже самым древним ныне живущим видом из-за его высокого сходства с некоторыми щитнями из верхней перми и нижнего триаса. Однако молекулярные данные свидетельствуют, что на самом деле этот вид возник как следствие недавней эволюционной радиации щитней в кайнозойскую эру. По всей видимости, внешнее сходство современных и ископаемых щитней обусловлено одинаковым общим строением тела, а также гомоплазией.

## Жизненный цикл
У Triops cancriformis очень быстрый жизненный цикл, особи становятся зрелыми примерно через две недели после вылупления. Их популяции могут быть гонохорическими, гермафродитическими или андродиозными. Последнее является очень редким способом размножения у животных: такие популяции состоят преимущественно из гермафродитов и имеют небольшую долю самцов. Из-за этого недостатка самцов ранние исследователи считали щитней партеногенетиками. Наличие тестикулярных долей, расположенных среди яичников, подтвердило, что они действительно являются гермафродитами. Оплодотворённые самки или гермафродиты производят диапаузирующие яйца или цисты, способные десятилетиями выживать в отложениях прудов и озёр, в которых они обитают. Эти цисты устойчивы к засухе и перепадам температур.

## Таксономическая история
В 1801 году Луи Боск сделал первое официально признанное видовое описание Triops cancriformis. Он назвал этот вид Apus cancriformis. Позже в течение долгого времени другие авторы использовали название Apus cancriformis, причём часто неправильно указывая его первоначального автора. Название рода Apus на тот момент уже было занято родом птиц, описанным в 1777 году, что делает данное название недопустимым для рода щитней.
В 1909 году Людвиг Кайлхак использовал правильное название «Triops cancriformis (Bosc)» в ключе полевого идентификатора пресноводной фауны Германии. Он взял название рода, предложенное Шранком — Triops, и предложил заменить на него название рода Apus, которое уже с 1777 года использовалось в качестве названия рода птиц. Однако другие авторы с ним не согласились, и полемика продолжалась вплоть до 1950-х годов.
В 1955 году Алан Лонгхёрст предоставил оригинальное название Triops cancriformis как «Triops cancriformis (Bosc, 1801)» с полной историей синонимии, чтобы поддержать его. Оно также было в таксономическом обзоре отряда Notostraca, который также поддерживал использование названия рода Triops вместо Apus. В 1958 году Международная комиссия по зоологической номенклатуре официально признала название Triops cancriformis (Bosc, 1801—1802) (№ 1476) старейшим. Они также признали родовое название рода Triops вместо Apus.

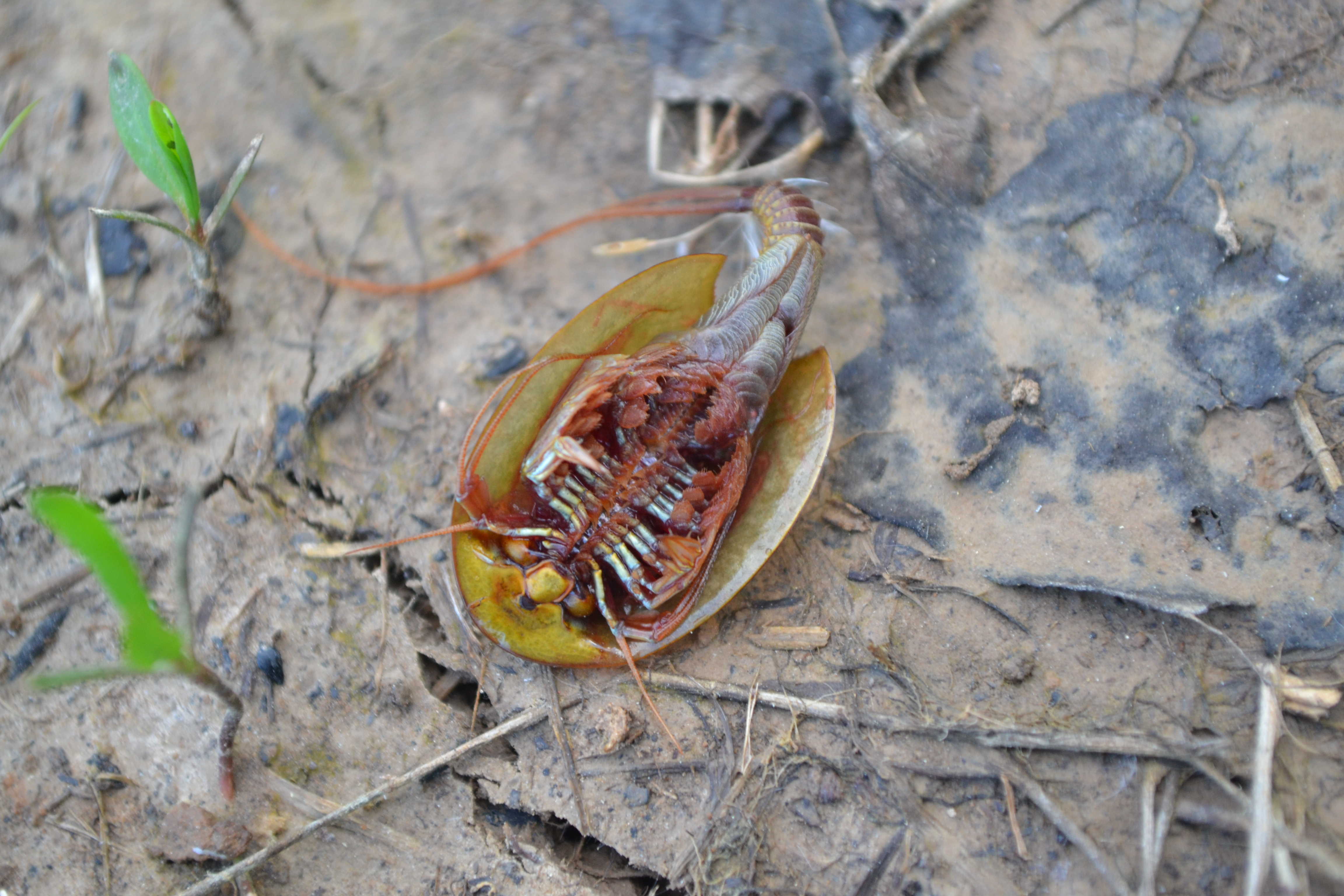

## Использование человеком
Хотя представители рода Triops обычно не имеют никакого экономического значения, альбиносный вариант Бени-кабуто эби Triops cancriformis использовался на рисовых полях в Азии для борьбы с комарами и сорняками.
Triops cancriformis — второй по распространённости вид, чьё выращивание является хобби, после Triops longicaudatus. Последние особо ценятся за более низкую температуру инкубации и несколько более длительный срок жизни, а также потенциально больший размер.